# Megalampitta gigantea
La melampita grande (Megalampitta gigantea) es una especie de ave paseriforme de la familia Melampittidae propia de Nueva Guinea. Es el único miembro del género Megalampitta. Anteriormente se clasificó como un ave del paraíso y como un pitohuis.

## Descripción
Mide unos 29 cm de largo. Es un ave sosa cuyas aves adultas son completamente negras con un fuerte pico gris oscuro. Es tímida y torpe. Las aves jóvenes tienen plumas marrones oscuras en la grupa y el pecho.

## Distribución y hábitat
Se encuentra en pendientes de las montañas de Nueva Guinea. Sus hábitats naturales son los bosques húmedos  tropicales.